# Finyl Vinyl
Finyl Vinyl è il secondo album live pubblicato dalla hard rock/heavy metal band Rainbow, pubblicato nel 1986. Comprende registrazioni dal vivo in varie date dal 1978 al 1984.

## Tracce
1. Spotlight Kid – 6:03 – (Ritchie Blackmore, Roger Glover), Tokyo 1984
2. I Surrender – 5:43 – (Russ Ballard), Tokyo 1984
3. MISS Mistreated  – 4:21 – (Joe Lynn Turner, Blackmore, David Rosenthal), Tokyo 1984
4. Street of Dreams – 4:54 – (Turner, Blackmore), Tokyo 1984
5. Jealous Lover – 3:10 – (Turner, Blackmore), studio, 1981
6. Can't Happen Here – 4:14 – (Blackmore, Glover), Nassau, 1981
7. Tearin' Out My Heart – 8:05 – (Turner, Blackmore, Glover), San Antonio, 1982
8. Since You Been Gone – 3:47 – (Ballard) Monsters Of Rock, Inghilterra, 1980
9. Bad Girl – 4:51 – (Blackmore, Glover), singolo
10. Difficult to Cure – 11:15 – (Ludwig van Beethoven; riarrangiata da Blackmore, Glover, Don Airey), Tokyo, 1984
11. Stone Cold – 4:28 – (Turner, Blackmore, Glover), San Antonio, 1982
12. Power – 4:25 – (Turner, Blackmore, Glover), San Antonio, 1982
13. Man on the Silver Mountain – 8:16 – (Ronnie James Dio, Blackmore), Atlanta, 1978
14. Long Live Rock 'n' Roll – 7:08 – (Dio, Blackmore), Atlanta, 1978
15. Weiss Heim – 5:15 – (Blackmore), singolo

## Formazioni
- Voce: Joe Lynn Turner (1–7,11,12), Graham Bonnet (8,9), Ronnie James Dio (13,14)
- Chitarra: Ritchie Blackmore
- Basso: Roger Glover (tutte tranne 13,14), Bob Daisley (13,14)
- Batteria: Chuck Burgi (1,2,3,4,10), Bobby Rondinelli (5,6,7,11,12,), Cozy Powell (8,9,13,14,15)
- Tastiere: David Rosenthal (1,2,3,4,7,10,11,12), Don Airey (5,6,8,9,15), David Stone (13,14)